# Carl Erik Selén
Carl Erik Selén, född 12 juli 1836 i Linköping, död 8 mars 1903 i Stockholm, var en svensk målarmästare och målare.
Han var son till målarmästaren Erik Selén och Johanna Hellberg. Selén som kallade sig artist och målarmästare var elev vid Konstakademien 1860–1862. Vid sidan av sitt yrkesmålande utförde han en rad miniatyrmålningar efter egen komposition eller kopior av andra mästares verk. En kopia av ett 1700-tals porträtt ingår i samlingen vid Svenska porträttarkivet.